# فاليريو ستافيللي
فاليريو ستافيللي (بالإيطالية: Valerio Staffelli)‏ صحفي ومقدم برامج ايطالي، بدأ العمل في إذاعة ميلان  كما عمل في السينما والتلفزيون وشارك في أفلام مثل نيرفانا مع الممثل الفرنسي كرستوفر لامبيرت، لكن شهرته كانت بسبب برنامج (جائزة الخنزير الذهبي) الساخرة التي تمنح لأسوأ رياضي وإعلامي وسياسي في إيطاليا، ويستلمها الفائز بغرض الدعابة فحسب .

## سيرته
ولد فاليريو عام 1963 في ميلانو، ودرس في سستو سان جوفاني وخدم في العسكرية وعمل بالإذاعة وقدم برامج تلفزيونية لعروض الأزياء، كما شارك في عروض مسرحية وافلام سينمائية. عام 1991 قدم برنامج الكاميرا الخفية، وعمل بالاعلانات وشارك في مسلسلات كوميدية، ثم قدم برنامج جائزة الخنزير الذهبي وهيَ جائزة إيطالية ساخرة، أسسها المنتج أنطونيو ريتشي عام 1996، وتمنح لأسوء رياضي وسياسي واعلامي في إيطاليا، ويستلمها الفائز بغرض الدعابة فحسب، عبر برنامج (ستريشا لانوتيزيا) وأبرز من حصل على تلك الجائزة : لاعب كرة القدم الإيطالي أليساندرو دل بييرو وحارس مرمى يوفنتوس جانلويجي بوفون والمدرب فابيو كابيللو ورئيس الوزراء سيلفيو بيرلسكوني والممثل روبيرتو بينيني، بعضهم استقبلها عن طيب خاطر في حين رفض آخرون استلامها وبعضهم قام بتحطيمها مثل مايك بونجورنو.

## روابط خارجية
- فاليريو ستافيللي على موقع IMDb (الإنجليزية)
- فاليريو ستافيللي على موقع قاعدة بيانات الفيلم (الإنجليزية)
- فاليريو ستافيللي على موقع كينوبويسك (الروسية)